# Pieter Frederik de la Croix

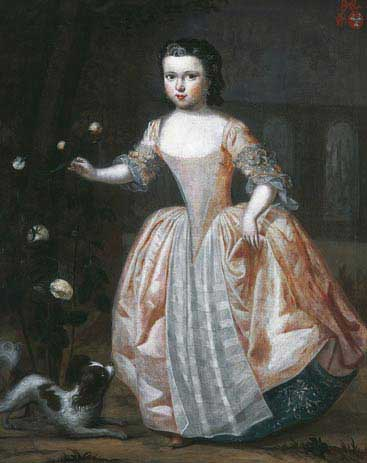
Portret van Scheltina Anna Ida Aysma van Lauta (1746) Stedelijk Museum Zwolle

Pieter Frederik de la Croix (Frankrijk 1709- Den Haag 1782) was een Nederlands schilder van Franse afkomst.
Pieter Frederik de la Croix (geboren als Pierre Frédéric) was geboren in Frankrijk, maar woonde en werkte in Nederland. Hij was lid van Pictura in zijn woonplaats Den Haag. De la Croix werkte zowel in Den Haag als in Amsterdam voornamelijk als portrettist. Zijn dochter Susanna schilderde ook, ze trouwde met de schilder Jan van Os.
Veel portretten van Pieter Frederik de la Croix zijn te vinden in de Nederlandse musea.

## Enkele werken van Pieter Frederik de la Croix
- Portretten van Reinier Swanenburg, zijn zonen Cornelis Swanenburg en Leonard Swanenburg en zijn kleindochter Hendrica Swanenburg (1742)
- Portret van Scheltina Anna Ida Aysma van Lauta (1746) - het Stedelijk Museum te Zwolle
- Portret van Martinus van Toulon (1736-1818) (1771)
- Portret van Wessel Boudewijn Cappelhoff (1745-1820) en zijn vrouw Margaretha Cappelhoff-Heemstede (1743-1827) (1772)
- Portret van Anthony Christiaan Winand Staring (1773)
- Portret van Johan Arnold Zoutman (1724-1793) (1781) - Mauritshuis te Den Haag

Van diverse portretten van De la Croix zijn gravures vervaardigd, onder meer door Jacobus Houbraken. Voorbeelden hiervan zijn de portretten van Egbert Buijs, Pierre Jacques Courtonne, Rutgerus Schutte, Johan Arnold Zoutman, Johan Gottlieb Reisig en zijn vrouw Anna Reisig-Telghorst.
- Biografisch Portaal: 09945873
- Stuttgart Database of Scientific Illustrators 1450–1950: 889
- International Standard Name Identifier: 0000 0004 2307 2533
- Nederlandse Thesaurus van Auteursnamen: 356363198
- RKD-Nederlands Instituut voor Kunstgeschiedenis: 19193
- Système universitaire de documentation: 237494736
- Union List of Artist Names: 500028347
- Virtual International Authority File: 305809451
- WorldCat: E39PBJh4w66TgrdhMX6VyvkRrq